# Prunus brachybotrya
Prunus brachybotrya — вид квіткових рослин з родини трояндових (Rosaceae). Ареал охоплює такі країни: Мексика (Оахака, Керетаро, Сан-Луїс-Потосі, Веракрус).

## Середовище
Росте на висоті 200–2800 м, у соснових та дубових лісах, у вологих ущелинах. Серйозних загроз для виду не виявлено.

## Морфологічна характеристика
Це кущ/дерево заввишки від 8 до 17 метрів.